# Madilyn Bailey
Madilyn Bailey Benrud, född Madilyn Bailey Wold 2 september 1992 i Boyceville, Wisconsin, är en amerikansk sångerska och låtskrivare som gör YouTube-covers på populära låtar. Hon är signad för PlayOn, ett skivbolag tillhörande Warner Music Group.
Madilyn släppte en cover på låten "Titanium" av David Guetta år 2015, som hamnade på listan i Frankrike och i Belgien. Samma år så släppte hon även en cover på låten "Radioactive" av Imagine Dragons, som också hamnade på listan i Frankrike.
Hon har även turnerat runt i USA och i Kanada tillsammans med Boyce Avenue.

## Diskografi
Album
- 2015 – Muse Box

EPs
- 2012 – Bad Habit EP
- 2016 – Wiser EP

Singlar
- 2015 – "Titanium"
- 2015 – "Radioactive"
- 2015 – "Rude" (med Flula)
- 2016 – "Believe"
- 2016 – "Wiser"
- 2018 – "Tetris"